# Капуциновая синица
Капуциновая синица (лат. Pardaliparus amabilis) — вид птиц из семейства синицевых (Paridae). Подвидов не выделяют. Эндемик Филиппин. Ранее данный вид относили к роду Parus, но перенесли в восстановленный род Pardaliparus после публикации подробного молекулярно-филогенетического анализа 2013 года. В базе данных Birds of the World включён в род Periparus.

## Описание
Капуциновая синица достигает длины 12—13 см. У взрослых самцов вся голова до затылка, бока шеи, горло и верхняя часть груди глянцево-чёрные. Мантия, спина и лопатки ярко-лимонно-жёлтые, надхвостье сине-серое, а кроющие перья хвоста чёрные с глубоким индигово-синим отливом. Хвост чёрный, кончики всех перьев белые, дистальные участки опахал трёх внешних пар рулевых перьев белые. Малые кроющие перья крыльев чёрные, средние — белые, а большие кроющие — чёрные у основания, но белые на дистальной половине перьев. Крылышко и первостепенные кроющие перья чёрные, с белыми кончиками. Маховые перья черноватые или черновато-коричневые, третьестепенные маховые перья с белыми кончиками и желтовато-белой бахромой; второстепенные и первостепенные маховые перья с белыми кончиками (более широкие у второстепенных), второстепенные перья с узкой бахромой бледно-серого цвета. Нижняя часть тела от нижней части груди ярко-желтая, к подхвостью становится бледнее; бока тёмно-оливковые. Радужная оболочка коричневая или тёмно-коричневая; клюв чёрный; ноги серые.
Взрослые самки похожи на самцов, но капюшон более коричневый, узкий бледно-жёлтый воротник в нижней части затылка и по бокам шеи; мантия и лопатки зеленовато-оливковые. Спина серая, надхвостье ярко-желтое, обычно хвост с менее обширными белыми участками. Малые кроющие перья тёмно-серые, белые участки на средних и больших кроющих перьях редуцированы, кончики больших кроющих желтовато-белые. Нижняя сторона тела более тусклая. Молодые самцы похожи на взрослых самок, отличаются по следующим признакам: голова и лицо оливково-коричневые, на затылке небольшое бледно-жёлтое пятно, верхняя часть тела равномерно тускло-оливковая (без жёлтого воротничка), кроющие перья крыльев окаймлены оливковой или оливково-зеленой каймой, полосы на крыльях узкие (ограничиваются кончиками перьев) и желтоватые. Тёмный нагрудник едва заметен, клюв бледнее, чем у взрослой особи. Молодые самки отличаются от самцов более коричневым хвостом, второстепенные маховые перья с желтовато-зеленой каймой.

## Вокализация
Довольно шумная птица, и её чаще слышат, чем видят. Диапазон позывок включает тонкое «sit sisi»; быстрое и довольно резкое повторяющееся «chuwi-chuwi-chuwi-chuwi…», «wichi-wichi-wichi-wichi», а также усиливающийся крик повторяющихся нот «wich-chi-chi-chi-chi-chi», чередующийся с «zuweet zuweet zuweet zuweet zuweet»; или чуть более музыкальное «tui-tui-tui-tui-tui» и нисходящая трель «srilililili». Песня представляет собой повторяющуюся серию двусложных нот «ti-da».

## Места обитания и биология
Капуциновая синица является эндемиком Филиппин. Встречается на острове Палаван и близлежащих островах (Балабак, Калауит и нескольких других). Обитает в низинных лесах, включая вторичные леса, опушки лесов, болота, а также предгорные леса. Добывает пищу в пологе до средних ярусов леса, иногда и ниже, в густом подлеске; реже в кустарниковых зарослях. Питается мелкими насекомыми, личинками насекомых, семенами и фруктами. Обычно встречается поодиночке или парами, а также присоединяется к кормящимся стаям смешанных видов. Биология размножения не описана.